# Гильом VII (герцог Аквитании)
Гильом VII (также Гильом Орёл и Гильом Храбрый; фр. Guillaume l’Aigret или Guillaume le Hardi; 1023 — осень 1058, около Сомюра) — герцог Аквитании и граф Пуату (под именем Гильом V) в 1039—1058 годах, из династии Рамнульфидов.

## Биография

### Правление
При крещении Гильому VII было дано имя «Пьер». Он был третьим сыном герцога Аквитании Гильома V, старшим в его третьем браке с Агнессой Бургундской. Герцогский трон Гильом VII унаследовал после смерти своего единокровного брата Эда. Был шурином императора Священной Римской империи Генриха III, женатого на сестре Гильома, Агнесе де Пуатье.
После смерти своего первого супруга, отца Гильома VII, его мать, Агнесса Бургундская, вновь вышла замуж — за графа Анжу Жоффруа II Мартелла. Однако и этот брак не был удачным и закончился разводом (в 1049—1052). Так как граф Анжуйский отказался выделить его матери полагающиеся при разводе земли, Гильом VII начал против него военные действия. Он осадил главный город Анжу Сомюр, однако скончался под его стенами от дизентерии.

### Семья
Гильом VII был женат на Эрмесинде, предположительно из рода герцогов Лотарингских. В этом браке родились две дочери:
- Клеменция, замужем за графом Люксембургским Конрадом I
- Агнес, замужем за королём Арагона Рамиро I (в первом браке) и за графом Савойи Пьетро I (во втором браке).